# Patellaria abbotiana
Patellaria abbotiana är en svampart som först beskrevs av James Sowerby, och fick sitt nu gällande namn av Pier Andrea Saccardo 1889. Patellaria abbotiana ingår i släktet Patellaria och familjen Patellariaceae.   Inga underarter finns listade i Catalogue of Life.